# Aina Wifalk
Aina Lucia Wifalk, född 21 mars 1928 i Lunds stadsförsamling i Skåne, död 16 juni 1983 i Västerås Badelunda församling i Västmanland, var en svensk kurator och uppfinnare. I mitten av 1960-talet uppfann hon manopeden och i slutet av 1970-talet rullatorn.

## Biografi

### Bakgrund
1949, när Wifalk var 21 år gammal drabbades hon av polio. Hon var då tvungen att avbryta sin pågående sjuksköterskeutbildning, som hon påbörjat i Lund.
Hon tog 1952 initiativet till Lunds Invalidförening. 1958 var hon med och startade Västmanlands läns MS-förening, och 1968 Riksföreningen för trafik- och polioskadade i Västerås.
Hon blev 1957 kurator på Västerås lasaretts ortopediska klinik, 1963–1967 var hon kurator vid Apelvikens kustsanatorium i Varberg och 1968 blev hon handikappkurator i Västerås kommun.

### Uppfinnare
Aina Wifalk arbetade också som innovatör/uppfinnare. I mitten av 1960-talet uppfann hon manopeden, ett träningsredskap för rehabilitering som avlägset liknar en motionscykel. I en manoped kan man samtidigt träna både armar och ben, samtidigt som man sitter i en stol/rullstol eller dylikt.

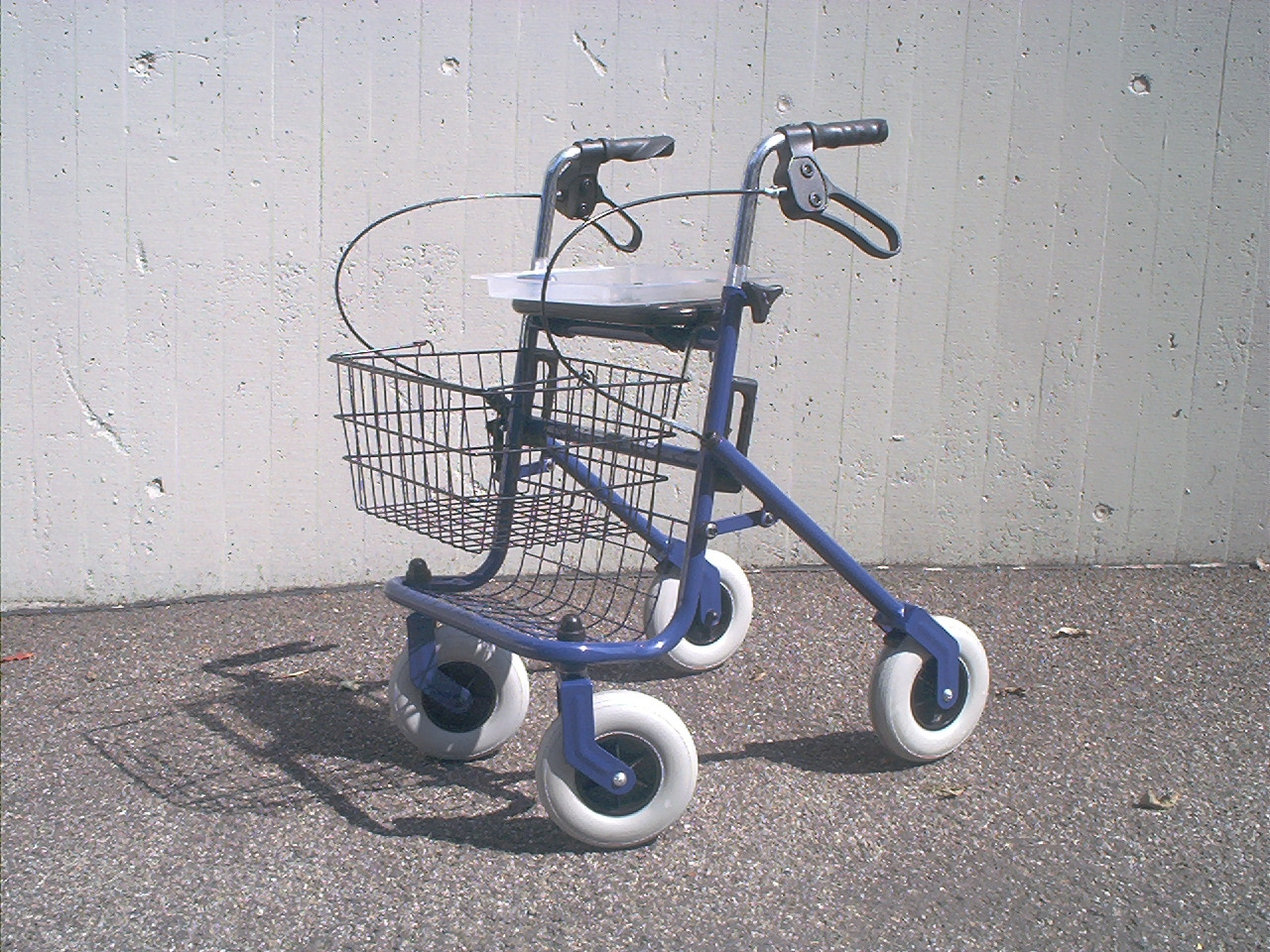
En rullator

År 1976 slutade hon som handikappkurator och fick istället sjukbidrag då hennes axlar var utslitna efter att hon gått med käppar i drygt tjugo år. Hon började fundera på skonsammare sätt att hjälpa personer som har svårt att gå på egen hand, och 1978 hade hon en färdig idé till en helt ny typ av hjälpmedel på hjul. Samma år ansökte hon hos en statlig utvecklingsfond om pengar för att kunna få hjälp med att utveckla idén till färdig produkt. Fondens handläggare såg potential i projektet, och gav Wifalk ekonomiskt stöd och kopplade även in ett företag som konstruerade den första prototypen. Redan tre år senare var produktionen igång.
Eftersom Wifalk ville att rullatorn skulle vara tillgänglig för så många som möjligt tog hon aldrig patent på den. Hon fick dock royalties från försäljningen, och dessa testamenterade hon till Nordiska Kyrkoföreningen på Costa del Sol. Under senare delen av sitt liv vistades hon mycket i Spanien för att det varmare klimatet lindrade smärtan som ständigt plågade henne.

## Övrigt
Wifalk var en av 20 kända personer som 2015 fick sitt fotografi med på "Wall of fame" på Aros Congress Center i Västerås. 2018 beslöt Västerås att uppkalla en gata efter henne.